# Ceratina congoensis
Ceratina congoensis är en biart som beskrevs av Meunier 1890. Ceratina congoensis ingår i släktet märgbin, och familjen långtungebin. Inga underarter finns listade i Catalogue of Life.